# FC Fiorentino
FC Fiorentino is een San Marinese voetbalclub uit Fiorentino. De club werd opgericht in 1967 en de clubkleuren zijn blauw en rood. Tot en met 2005 heette de club SS Montevito.

## Erelijst
- Landskampioen in 1992

SP Cailungo · 
SS Cosmos · 
FC Domagnano · 
SC Faetano · 
SP La Fiorita · 
FC Fiorentino · 
SS Folgore/Falciano · 
AC Juvenes/Dogana ·
AC Libertas ·  
SS Murata · 
SS Pennarossa · 
SP Tre Fiori · 
SP Tre Penne · 
SS San Giovanni · 
SS Virtus

Voormalig:
SP Aurora ·
GS Dogana ·
SS Juvenus